# Літо в піонерській краватці
«Літо в піонерській краватці» (рос. «Ле́то в пионе́рском га́лстуке»; ЛВПГ) — роман, написаний у співавторстві Оленою Малісовою та Катериною Сільвановою. Книга присвячена стосункам двох юнаків — піонера Юри та вожатого Володі, які зустрілися у піонерському таборі влітку 1986 року. Роман написано російською мовою та виданий уперше у Росії.

## Сюжет
Через двадцять років музикант Юра Конєв повертається на місце, де колись був піонерський табір «Ластівка», і згадує проведене там літо 1986 року і свою закоханість у вожатого — студента МДІМВ Володимира Давидова. Юра та Володя спільно займалися постановкою вистави, і при цьому між ними виникла міцна дружба, яка поступово переросла в підліткове кохання. Протягом усього сюжету книги Володя не приймає своєї гомосексуальної орієнтації, періодично наполягаючи на припиненні стосунків і пояснюючи це тим, що він намагається «збити Юру з вірного шляху», та внутрішньою гомофобією. Наприкінці табірної зміни юнаки заривають під вербою свого роду «капсулу часу», домовившись вирити її за десять років. Після розлучення Юра та Володя якийсь час продовжують спілкування з листування, але через деякий час вони втрачають зв'язок один з одним. У 2006 році, знайшовши капсулу, Юра дізнається з листа Володі, що тому не вдалося «перемогти» свою орієнтацію і він, як і раніше, кохає Юрку.

## Видавництво
Роман, спочатку викладений на сайті Ficbook.net, був виданий у видавництві Popcorn Books у 2021 році. До кінця травня 2022 року книга розійшлася у кількості більш ніж 200 000 екземплярів, за винятком електронних продажів, до кінця жовтня тираж становив понад 250 000 екземплярів. Роман посів друге місце у списку найпопулярніших книг у росіян за перше півріччя 2022 року, складеному Російським книжковим союзом, продаж книги склали близько 50 млн рублів. Наприкінці серпня 2022 року вийшло продовження — «Про що мовчить Ластівка», в якому події відбуваються через 20 років після історії, що відбувається в «Літі в піонерській краватці».
У 2023 році книгу переклали польскою мовою, у 2024 — італійською та німецькою. Існують неофіційні переклади українською.

## Заборона
Після ухвалення в листопаді 2022 року закону про заборону «пропаганди ЛГБТ» «Літо в піонерській краватці» було вилучено з ряду онлайн та офлайн магазинів. Як зазначають оглядачі, "закон про «ЛГБТ-пропаганду» багато в чому виріс зі скандалу з «Літом…».
Видавництво Popcorn Books розповсюджувало обидві частини книги в обкладинках, на яких було надруковано цитату з Конституції РФ (стаття 29.5), де йдеться про заборону цензури. У січні 2023 року у зв'язку з цим на видавництво було заведено адміністративну справу про «пропаганду ЛГБТ» та «дрібне хуліганство» за скаргою депутата А. Є. Хінштейна.

## Відгуки

### В Україні
На сайті громадської спілки «Всеукраїнський Собор» книгу згадано в переліку тих, які «романтизують одностатеві стосунки». Також зазначають ніби «український ринок переповнений книгами, які можуть нанести значну шкоду дітям». У дописі висловлюють обурення тим, що книги такої тематики достпні вільному продажі.